# Sutków
Sutków – wieś w Polsce położona w województwie małopolskim, w powiecie dąbrowskim, w gminie Dąbrowa Tarnowska.
| SIMC    | Nazwa       | Rodzaj    |
| ------- | ----------- | --------- |
| 0817787 | Chałupki    | część wsi |
| 0817793 | Granica     | część wsi |
| 0817801 | Podradwanie | część wsi |

W latach 1975–1998 miejscowość administracyjnie należała do województwa tarnowskiego.